# Contigaspis davatchii
Contigaspis davatchii är en insektsart som beskrevs av Kaussari 1959. Contigaspis davatchii ingår i släktet Contigaspis och familjen pansarsköldlöss.
Artens utbredningsområde är Iran. Inga underarter finns listade i Catalogue of Life.